# Oriolus
Oriolus là một chi chim trong họ Oriolidae.

## Các loài
Hiện tại người ta công nhận 29-31 loài:
Chi Oriolus có thể tách thành 4 chi hoặc 4 nhóm như sau:
- Nhóm/chi Mimeta: Tông màu chủ đạo là nâu hoặc nâu ánh lục.
  - Vàng anh nâu (Oriolus szalayi): New Guinea.
  - Vàng anh nâu ôliu (Oriolus melanotis): Quần đảo Sunda Nhỏ.
  - Lục anh (Oriolus flavocinctus): Từ Sunda Nhỏ tới Australia.
  - Vàng anh lưng vàng lục (Oriolus sagittatus): Trung nam New Guinea, Australia.
  - Vàng anh nâu xỉn (Oriolus phaeochromus): Bắc Moluccas.
  - Vàng anh cổ xám (Oriolus forsteni): Nam Moluccas.
  - Vàng anh tai đen (Oriolus bouroensis): Đảo Buru (quần đảo Maluku, Indonesia).
  - Vàng anh Tanimbar (Oriolus decipiens): Quần đảo Tanimbar, Indonesia.
- Nhóm/chi Xanthonotus
  - Vàng anh họng sẫm (Oriolus xanthonotus): Brunei, Indonesia, Malaysia, Myanmar, Philippines, Thái Lan.
  - Vàng anh Philippine (Oriolus steerii): Philippines.
  - Vàng anh mắt trắng (Oriolus albiloris): Philippines.
  - Vàng anh Isabela (Oriolus isabellae): Philippines.
- Nhóm/chi Analcipus: Tông màu chủ đạo là đen hoặc đen/đỏ.
  - Hắc chu anh (Oriolus cruentus): Bán đảo Mã Lai, Sumatra, Java, Borneo.
  - Hắc anh (Oriolus hosii): Bắc Borneo.
  - Tử anh, chu li (Oriolus traillii)[3]: Đông Nam Á.
  - Thước li (Oriolus mellianus): Trung nam Trung Quốc.
- Nhóm/chi Oriolus (nghĩa hẹp)
  - Vàng anh đầu đen (Oriolus xanthornus)[3]: Ấn Độ, Sri Lanka qua Đông Dương tới Indonesia.
  - Vàng anh đầu lục (Oriolus chlorocephalus): Đông Phi.
  - Vàng anh Tây Phi (Oriolus brachyrynchus): Tây Phi.
  - Vàng anh São Tomé (Oriolus crassirostris): São Tomé và Príncipe.
  - Vàng anh Ethiopia ( Oriolus monacha): Đông bắc Phi (Ethiopia, Eritrea).
  - Vàng anh đầu đen (Oriolus larvatus): Châu Phi.
  - Vàng anh cánh đen (Oriolus nigripennis): Châu Phi.
  - Vàng anh núi (Oriolus percivali): Trung và Đông Phi.
  - Vàng anh châu Phi (Oriolus auratus): Châu Phi.
  - Vàng anh Sunda (Oriolus maculatus)[4][5]: Có lẽ bao gồm các chủng andamanensis, macrosurus, maculatus, mundus, richmondi, sipora, lamprochryseus và insularis. Bán đảo Mã Lai, Indonesia.
  - Vàng anh châu Á (Oriolus diffusus)[3][4][5]: Đông Á.
  - Vàng anh Trung Quốc (Oriolus chinensis): Sau khi tách ra chỉ còn các chủng ở Philippines (chinensis, yamamurae, sulensis và melanisticus) và có lẽ cả các chủng Wallace (sangirensis, formosus, celebensis, stresemanni, frontalis, bonratensis và broderipi). Tên gọi vàng anh Trung Quốc dường như không còn phù hợp, do các chủng này hoàn toàn không có tại Trung Quốc.
  - Vàng anh lưng xám (Oriolus tenuirostris)[3]: Đông Himalaya tới Đông Nam Á.
  - Vàng anh Á Âu (Oriolus oriolus): Ôn đới đại lục Á Âu.
  - Vàng anh Ấn Độ (Oriolus kundoo): Nam Kazakhstan tới đông Trung Quốc, về phía nam tới trung Afghanistan, bắc Pakistan, Nepal và trung Ấn Độ.